# Экройд, Барри
Барри Экройд (англ. Barry Ackroyd; род. 12 мая 1954, Олдем, Большой Манчестер, Англия) — английский кинооператор. Лауреат премии BAFTA за лучшую операторскую работу в фильме «Повелитель бури».

## Биография
Родился 12 мая 1954 года в городе Олдем, Англия. Учился в Художественном колледже города Портсмут с 1973 по 1976 год. В начале карьеры работал оператором на съемках документальных телевизионных фильмов и короткометражек. Первым художественным фильмом для Барри Экройда стала картина 1991 года «Рифф-Рафф» режиссёра Кена Лоуча, после которой он работал главным оператором на многих фильмах этого кинорежиссёра.
Как самостоятельный режиссёр Экройд снял короткометражный фильм «Человек-мотылёк» (1996), за который он был номинирован на премию BAFTA совместно с Робином Макферсоном.
Член Британского общества кинооператоров.

## Фильмография

### Оператор
- 1991 — Рифф-Рафф / Riff-Raff (реж. Кен Лоуч)
- 1993 — Град камней / Raining Stones (реж. Кен Лоуч)
- 1994 — Божья коровка, улети на небо / Ladybird, Ladybird (реж. Кен Лоуч)
- 1995 — Земля и свобода / Land and Freedom (реж. Кен Лоуч)
- 1995 — Вспоминая Анну Франк / Anne Frank Remembered (реж. Джон Блэр, документальный)
- 1996 — Песня Карлы / Carla’s Song (реж. Кен Лоуч)
- 1997 — Внутри себя / Under the Skin (реж. Кэрин Адлер)
- 1998 — Меня зовут Джо / My Name Is Joe (реж. Кен Лоуч)
- 1999 — Пропавший сын / The Lost Son (реж. Крис Менгес)
- 2000 — Хлеб и розы / Bread and Roses (реж. Кен Лоуч)
- 2001 — Навигаторы / The Navigators (реж. Кен Лоуч)
- 2001 — Прах / Dust (реж. Мильчо Манчевски)
- 2002 — Милые шестнадцать лет / Sweet Sixteen (реж. Кен Лоуч)
- 2003 — Потерянный принц / The Lost Prince (реж. Стивен Поляков)
- 2004 — Нежный поцелуй / Ae Fond Kiss… (реж. Кен Лоуч)
- 2006 — Потерянный рейс / United 93 (реж. Пол Гринграсс)
- 2006 — Ветер, который качает вереск / The Wind That Shakes the Barley (реж. Кен Лоуч)
- 2007 — Битва в Сиэтле / Battle in Seattle (реж. Стюарт Таунсенд)
- 2008 — Повелитель бури / The Hurt Locker (реж. Кэтрин Бигелоу)
- 2009 — Не брать живым / Green Zone (реж. Пол Гринграсс)
- 2009 — В поисках Эрика / Looking for Eric (реж. Кен Лоуч)
- 2011 — Кориолан / Coriolanus (реж. Рэйф Файнс)
- 2012 — Контрабанда / Contraband (реж. Балтазар Кормакур)
- 2013 — Парклэнд / Parkland (реж. Питер Ландесман)
- 2013 — Капитан Филлипс / Captain Phillips (реж. Пол Гринграсс)
- 2015 — Тёмные тайны (реж. Жиль Паке-Бреннер)
- 2015 — Игра на понижение / The Big Short (реж. Адам Маккей)
- 2016 — Последнее лицо / The Last Face (реж. Шон Пенн)
- 2016 — Джейсон Борн / Jason Bourne (реж. Пол Гринграсс)
- 2017 — Детройт / Detroit (реж. Кэтрин Бигелоу)
- 2018 — Король вне закона / Outlaw King (реж. Дэвид Маккензи)

## Награды
- 2002 — Премия Международного фестиваля искусства кинооператоров Camerimage за лучший творческий дуэт режиссёра и оператора, совместно с Кеном Лоучем[5]
- 2003 — Золотая камера фестиваля братьев Манаки за фильм «Милые шестнадцать лет»[6]
- 2006 — Премия Европейской киноакадемии лучшему оператору за фильм «Ветер, который качает вереск»[7]
- 2009 — Премия Британского общества кинооператоров за лучшую операторскую работу в фильме «Повелитель бури»[6]
- 2010 — Премия BAFTA за лучшую операторскую работу в фильме «Повелитель бури»[8]